# Horizon Call of the Mountain
Horizon Call of the Mountain è un videogioco action-RPG a sfondo postapocalittico, sviluppato da Firesprite e Guerrilla Games e pubblicato da Sony Interactive Entertainment per PlayStation VR 2 nel 2023. È il primo Spin-off della serie Horizon nonché primo capitolo ad avere un protagonista diverso rispetto ad Aloy.